# Rangamati Sadar
Rangamati Sadar è un sottodistretto (upazila) del Bangladesh situato nel distretto di Rangamati, divisione di Chittagong. Si estende su una superficie di 546,49 km² e conta una popolazione di 124.728 abitanti (dato censimento 1991).